# Christianisierung der Elbslawen
Der Sammelbegriff der Elbslawen umfasst eine Vielzahl von slawischen Stämmen, die sich bis Mitte des 12. Jahrhunderts im schon lange christianisierten Mitteleuropa halten konnten. Dies lag vor allem an politischen Faktoren und Bündniskonstellationen, die eine umfassende Christianisierung schon im 9. und 10. Jahrhundert verhinderten.

## Vorgeschichte
Vermutlich traten Christentum und Elbslawen erstmals 789 während des Feldzugs Karls des Großen gegen die Wilzen in Kontakt. Missionsversuche seitens der Franken wurden zu diesem Zeitpunkt jedoch nicht unternommen. Nach der Teilung des fränkischen Reiches durch den Vertrag von Verdun im Jahr 843 war an eine expansive Politik jenseits der Elbe nicht zu denken. Aufgrund von kleineren militärischen Auseinandersetzungen war das ostfränkische Reich unter Ludwig dem Deutschen noch zu sehr mit der Sicherung der eigenen Machtposition beschäftigt. Dies sollte sich erst durch die immer regelmäßiger stattfindenden Einfälle in das Reich durch die Ungarn ändern. Nachdem diese im Jahr 907 die Bayern bei Pressburg vernichtend geschlagen hatten, waren sie zu einer ernstzunehmenden Bedrohung geworden. Heinrich I., der erste Sachse auf dem ostfränkischen Thron, war somit gezwungen, auf die Gefahren aus dem Osten zu reagieren. Diese Reaktionen beschränkten sich in erster Linie auf militärische Vorstöße, ein missionarisches Konzept war noch nicht erkennbar. Die übliche Vorgehensweise war die Eroberung der slawischen Stammesburg, jährliche Tributzahlungen, sowie die Gestellung von Geiseln.

## Von Otto I. bis zu den Pestepidemien des 14. Jahrhunderts
Erst mit der Machtübernahme Ottos I. (936) veränderte sich die Politik gegenüber den Elbslawen dahingehend, dass die Missionierung von Anfang an eine bedeutende Rolle in seinem Konzept spielte. Otto I. wollte ganz in der Tradition Karls des Großen, der den Sachsen das Christentum gebracht hatte, den Glauben auch in den slawischen Gebieten verbreiten. Der Herrscher, den Slawen durchaus aufgeschlossen, lebte er doch einige Zeit an der Grenze, verfolgte eine Strategie aus militärischer Stärke und Verbreitung des Christentums. Mit den erfolgreichen Schlachten auf dem Lechfeld und an der Recknitz kehrte für eine kurze Zeit an der östlichen Grenze seines Reiches Ruhe ein, und er konnte so wichtige Vorarbeit für eine zukünftige Christianisierung leisten. Das zum Erzbistum erhobene Magdeburg wurde dabei zu einem wichtigen Ausgangspunkt der Slawenmission östlich der Elbe, wo die schon zuvor gegründeten Bistümer in Havelberg und Brandenburg die Christianisierung der Elbslawen einleiten sollten. Für die Mission der Abodriten gründete Otto I. 972 im ostholsteinischen Oldenburg ein weiteres Bistum. Angestachelt durch die Niederlage seines Nachfolgers, Otto II., in der Nähe des süditalienischen Crotone und bedrängt von den hohen Tributforderungen, erhoben sich die Slawen 983 und machten die ersten Ansätze der Christianisierung wieder zunichte. Die Liutizen und Abodriten zerstörten dabei die Bischofssitze in Brandenburg und Havelberg, und bis ins 12. Jahrhundert hinein bestand eine kulturelle Trennung in Mitteleuropa.
Die Bischöfe mussten für diesen Zeitraum fern ihrer eigentlichen Amtssitze wirken. Bedeutende Fortschritte wurden dagegen in Polen gemacht, wo Fürst Mieszko I., unter tatkräftiger Mithilfe seiner sehr gläubigen Frau, die Christianisierung entscheidend vorantrieb. Aufgrund wechselnder Bündniskonstellationen konnten sich die Liutizen und andere Elbslawen bis ins 12. Jahrhundert halten. Mangels fürstlicher Herrschaftsstrukturen der Wilzen und Lutizen kam es bei ihnen nicht zu einer „Staatenbildung“, die die Voraussetzung einer organisierten Christianisierung gewesen wäre. Somit bestand zwischen Elbe und Oder eine heidnische Insel im weitgehend christianisierten Mitteleuropa. Erst im Zuge des Wendenkreuzzugs von 1147 konnten einige Bistümer wieder errichtet werden. Ein beeindruckendes Beispiel hierfür ist die Errichtung des Havelberger Doms, womit die Bedeutung der Stadt als neues Zentrum der christlichen Kirche östlich der Elbe verdeutlicht werden sollte. Nach ihrer Unterwerfung wurden die Wenden getauft, wobei hier vielfach von Scheintaufen ausgegangen wird, um den Kreuzzug als Erfolg darzustellen. Und doch bildeten sie die kirchenrechtliche Grundlage zur Durchsetzung der weiteren Missionierung.
Einer der wichtigsten Protagonisten des Kreuzzugs war der spätere Markgraf von Brandenburg, Albrecht der Bär. Mit einer Mischung aus Diplomatie und Gewalt suchte er jede Chance zu nutzen, um seinen Herrschaftsbereich auszudehnen. 1157 gelangte er von der ehemaligen Nordmark aus in den Besitz der Mark Brandenburg, für deren Erschließung er Siedler aus dem Altreich anwarb. Damit leistete er einen entscheidenden Beitrag zur zweiten Phase der Ostsiedlung.
Ab dem 13. Jahrhundert trat mit dem Deutschen Orden eine Organisation auf den Plan, die die Ostsiedlung, vor allem an der südöstlichen Ostseeküste, noch einmal besonders vorantrieb. In großer Zahl wurden Siedler angeworben, ein probates Mittel der damaligen Zeit.
Die sächsischen Fürsten, insbesondere die Markgrafen von Brandenburg, die infolge des Wendenkreuzzugs große Gebiete erwerben konnten, waren daran interessiert, durch die Siedler ihre Ländereien einträglich zu machen (Inwertsetzung). Dafür bedienten sie sich religiöser Organisationen, vor allem der Zisterzienser.
Für das Gebiet des heutigen Brandenburg von besonderer Bedeutung waren die Brüder Johann I. und Otto III., Markgrafen von Brandenburg. Aufgrund ihrer Verdienste für den Landesausbau und die Entwicklung der Region wurden sie auch die Städtegründer genannt. Die Märkische Fürstenchronik rühmt an ihnen: „In ihrem Bemühen um die Gottesdienste hielten sie viele Kapläne, und sie siedelten in ihren Ländern Predigerbrüder, Minderbrüder und Mönche des Zisterzienserordens an.“
Nach den anfänglichen kriegerischen Auseinandersetzungen und der Unterwerfung vieler der slawischen Stämme erfolgte der weitere Landesausbau größtenteils friedlich. Der stetige Zustrom an neuen Siedlern, die zum Teil auch von den verbliebenen slawischen Herrschern angeworben wurden, brach erst infolge der Pestepidemien Mitte des 14. Jahrhunderts ab. Zu diesem Zeitpunkt waren aber auch die meisten der in Frage kommenden Gebiete bereits besiedelt und ausgebaut.

## Vorgehensweise
In der Zeit Ottos des Großen war anfänglich geplant, dass die Missionierung friedlich ablaufen sollte. Eine Missionierung durch Gewalt und eine Taufe durch das Schwert sollten vermieden werden. Schnell zeigte sich aber, dass diese Missionsarbeit auf keinen fruchtbaren Boden fiel.
Ein Grund dafür war die Sprachbarriere; es existierten nur wenige Texte in slawischer Sprache, und die wenigsten Missionare verfügten über mehr als rudimentäre Kenntnisse darin. Ebenso hinderlich war das Verhalten vieler deutscher Fürsten, die nur am  eigenen Machtzuwachs und an der Steigerung ihrer Einnahmen interessiert waren. In diesem Umfeld wurden die Missionare meist feindselig empfangen, einige von ihnen erlitten auch den Märtyrertod. Nach dem schweren Rückschlag des Jahres 983 und dem Märtyrertod des christlichen Herrschers der Abodriten Gottschalk im Jahr 1066, diktierte zunehmend Gewalt die Missionsarbeit. Dies gipfelte 1147 im Wendenkreuzzug.
Die ursprünglichen Kultstätten wurden meistens zerstört und die neuen, christlichen Heiligtümer auf ihren Fundamenten errichtet. Bei den ersten Pfarrkirchen der christlichen Neusiedler handelte es sich fast ausschließlich um Holzkirchen. Kirchen aus Stein wurden erst im Laufe des 13. Jahrhunderts in größerem Umfang errichtet. Topographisch betrachtet, bildete die Kirche in der Regel die Mitte der Siedlung. Um die Überlegenheit des christlichen Gottes zu demonstrieren, wurden in einigen Fällen auch heidnische Gegenstände in die Kirchen eingemauert. So wurden die Slawen immer daran erinnert, welche Gottheit mächtiger war. Im Verlaufe des Wendenkreuzzugs wurden die heidnischen Heiligtümer abermals zerstört, und die Slawen wurden dazu gezwungen, die christliche Lebensweise und Tradition anzunehmen, ihre Toten auf Friedhöfen zu bestatten und an christlichen Festtagen zur Messe zu erscheinen. Mit der militärischen Unterwerfung der slawischen Stämme östlich der Elbe war der Weg für die Orden der Zisterzienser und der Prämonstratenser geebnet. Diese sorgten durch ihre Missionsarbeit und ihren christlichen Lebenswandel für die Verankerung des christlichen Glaubens zwischen Elbe und Oder. In der Regel versuchten diese religiösen Gemeinschaften, ihre erworbenen Gebiete durch das Ansiedeln von Kolonisten zu sichern und auszubauen. Für sie stand am Anfang die Errichtung eines Klosters, von dort ging dann der weitere Landesausbau aus. Betrachtet man diesen ständigen Zustrom an neuen Siedlern, muss konstatiert werden, dass nicht nur reine Missionsarbeit für die Christianisierung des Gebiets zwischen Elbe und Oder verantwortlich war, sondern vor allem auch der weitreichende hochmittelalterliche Landesausbau durch die fürstlichen Territorialherren.